# Aplidium falklandicum
Aplidium falklandicum is een zakpijpensoort uit de familie van de Polyclinidae. De wetenschappelijke naam van de soort werd voor het eerst geldig gepubliceerd in 1960 door C.S. Millar.